# Обольянинов, Козьма Екимович
Козьма́ Еки́мович Обольяни́нов (1 (12) ноября 1750 — 1816) – российский генерал-лейтенант по флоту.

## Биография
Родился 1 ноября 1750 года в усадище Пуховичи Дмитриевского Городенского погоста Новгородского уезда в семье артиллерии сержанта Якима Обольянинова. 1 января 1762 году зачислен в морскую артиллерию в чине подпрапорщика. 28 февраля 1764 года зачислен в Морской кадетский корпус. 15 июня 1767 года произведен в кадетские подпрапорщики. Окончил Морской корпус с производством 30 июля 1769 года в мичманы. На корабле  «Трех Иерархов» в составе эскадры под командованием адмирала Г. А. Спиридова перешел в Средиземное море. В 1770-1773 годах на том же корабле участвовал в Морейской экспедиции, в сражении при Чесме и крепости Метелино. 1 января 1773 года произведен в лейтенанты. В 1773-1775 годах на корабле «Св. Георгий Победноносец» участвовал в атаке крепостей Будрум и Станчо и перешел из Ливорно в Ревель.
В кампанию 1776 года на том же корабле перешел из Ревеля в Кронштадт и крейсировал у Красной Горки. В 1778 году служил на фрегате «Св. Михаил» и участвовал в доставке дубовых лесов из Казани в С.-Петербург. 28 апреля 1780 года произведен в капитан-лейтенанты. В кампанию 1781 года командуя пинком «Кильдюин» перешел из Кронштадта в Архнгельск и вернулся в Ревель. В 1782 году командуя фрегатом «Св. Марк» совершил переход из Ревеля в Кронштадт. В 1783-1784 годах командовал командой придворных гребцов. В 1784-1785 годах командовал фрегатом «Подражислав». 20 апреля 1786 года произведен в капитаны 2-го ранга. В 1786-1787 годах командовал 66-пуш. кораблем «Виктор».
Командуя тем же кораблем участвовал в Гогландском и Эландском сражениях. 1 января 1790 год произведен в капитаны 1-го ранга. Командуя 100-пуш. кораблем «Трех Иерархов» участвовал в Красногорском и Выборгском сражениях и «за отражение превосходившего своими силами неприятельского флота» награжден 29 мая орденом Св. Георгия IV степени.
В 1791-1796 годах командовал тем же кораблем в Финском заливе и Балтийском море. 13 ноября 1796 года произведен в чин капитана бригадирского ранга. В кампанию 1797 года командуя 100-пуш. кораблем «Саратов» крейсировал у Красной Горки и за отличие награжден орденом Св. Анны III степени на шпагу. 23 сентября переименован в капитан-командоры. В кампанию 1798 года командуя 100-пуш. кораблем «Ростислав» в составе практической эскадры крейсировал в Финском заливе. 23 сент. 1798 года переименован в капитан-командоры. В октябре того же года назначен первоприсутствующим в контору Казанского адмиралтейства.  15 ноября 1799 года произведен в генерал-майоры. 13 ноября 1802 года произведен в генерал-лейтенанты. В 1805 году уволен в отставку.